# أحمد بن علي آل مريع
أحمد بن علي آل مريع أديب وكاتب سعودي، ولد في رجال ألمع في منطقة عسير عام 1970م. يشغل منصب رئيس نادي أبها الأدبي من أكتوبر عام عام 2011م، وصدر له العديد من المؤلفات من بينها كتاب (قراءة في فلسفة الحب عند الشيخ علي الطنطاوي)، وكتاب (خطاب الجنون في التراث العربي: الحضور الفيزيائي والغياب الثقافي).

## التعليم
- حاصل على درجة الدكتوراه من جامعة الملك سعود عن أطروحته (خطاب الجنون في التراث العربي: الحضور الفيزيائي والغياب الثقافي).
- حاصل على درجة الماجستير في الأدب والنقد الحديثين من جامعة أم القرى بمكة المكرمة عام 1420م.
- حاصل على درجة البكالوريوس في اللغة العربية عام 1413هـ من جامعة الإمام محمد بن سعود الإسلامية.[5][6]

## العمل
- عميد كلية المجتمع في جامعة الملك خالد في خميس مشيط.[7]
- أنتخب رئيساً لنادي أبها الأدبي عام 2011م.[8][9]
- يكتب من عام 1411هـ في عدد من الصحف والمجلات السعودية والعربية من أبرزها جريدة الوطن السعودية.[1][10]

## مؤلفات
- (السيرة الذّاتية: الحدَّ والمفهوم) صدر عام 2003م.[11]
- (قراءة في فلسفة الحب عند الشيخ علي الطنطاوي).[12]
- (جمع السنة النبوية في كتاب واحد: المشروع والتصور) صدر عام 1426هـ.
- (علي الطنطاوي كان يوم كنت: صناعة الفقه والأدب) صدر عام 2007م.[13]
- (الكنتية) صدر عن كتاب المجلة العربية عام 1429هـ.
- (ربَّ حامل فقه ليس بفقيه).[14]
- (خدمة العلم والوطن رؤية حضارية واستراتيجية تنموية).
- (خطاب الجنون في التراث العربي: الحضور الفيزيائي والغياب الثقافي) صدر عام 2014م.[15] وأصل الكتاب أطروحة دكتوراه في تخصص النقد الثقافي نوقشت في جامعة الملك سعود وأشرف عليها الدكتور عبد الله الغذامي.[16]